# أنطوان فرانسوا بريفو
أنطوان فرانسوا پريڤو (1 أبريل 1697 – 23 ديسمبر 1763)، عادة ما يُعرف ببساطة باسم آبيه پريڤو Abbé Prévost، كان مؤلفاً وروائياً فرنسياً.

## سيرته
ولد في هدان، ارتوا، كان أحد رجال الدين العلماء المثقفين قد كتب قصة لا تزال حية مؤثرة إلى يومنا هذا. كانت حياة أنطوان فرنسوا بريفو، المعروف باسم الراهب بريفوست، متعددة الألوان مرهقة مثل سير الحياة التي أبدعها قلمه. إنه ولد في أرتوا في 1697، وتعلم في مدارس اليسوعيين، ثم أصبح راهباً مبتدئاً في طائفة اليسوعيين (1713)، وتركهم ليلتحق بالجيش، وارتقى إلى رتبة ضابط، ووقع في شراك الحب، وخاب فيه أمله وتحطم قلبه، وأصبح راهباً بندكتياً (1719)، ثم قسيساً 1726، وقد بعث على الدهشة والعجب أن نقول إنه منذ ذلك الوقت اعتمد في حياته كل الاعتماد على قلمه.
كان تأثير بريفوست كبيراً. إنه أسهم في تشكيل رواية روسو «هلواز الجديدة»، وحرك ديدرو الحاد الذهن الرقيق القلب ليكتب مسرحيات باكية عاطفية. كما اتخذ هذا التأثير مثالياً في قصة «بول وفرجيني» للكاتب برناردين دي سانت بيير. وبرز التأثير من جديد في «غادة الكاميليا» لديماس الابن. ولعبت دوراً في الحركة الرومانسية، إلى أن قدم فلوبير «مدام بوفاري» (1857). ولا تزال مانون تحيا وتموت في الأوبرا. وربما روى بريفوست القصة بمثل هذا الإحساس والعاطفة لأنه هو نفسه كان لديه الحماسة والغيرة اللتان تجلتا في دي جرييه. ومن ثم كانت القصة سيرة حياته قبل أن تكون حادثاً. ولم يكن تافهاً متطفلاً، ترجم إلى الفرنسية روايات ريتشاردسن الثلاث الضخمة، وزادت تلك الترجمات من تهافت فرنسا على ريتشاردسن، وهو تهافت كان له مظهر مختلف عند روسو وديدرو. وترجم كتاب مدلتون «حياة شيشرون»، وكتاب هيوم «تاريخ إنجلترا»، وكتب عدة قصص أقل شأناً، وعدة مجلدات عن «التاريخ العام للرحلات». وفي أمستردام في 1733، وقع في غرام عشيقة رجل آخر. ولما نمى إليه أن البندكتيين استصدروا أمراً بسجنه، هرب إلى إنجلترا مصطحباً هذه السيدة معه. وفي لندن كسب عيشه بإعطاء دروس خاصة. وفي 15 ديسمبر قبض عليه بتهمة قدمها ضده أحد تلاميذه بأنه زيف ورق نقدية من ذات الخمسين جنيهاً-وهي جريمة عقوبتها القانونية الإعدام. وسرعان ما أطلق سراحه لأسباب مجهولة. وعاد إلى فرنسا (1734) وانضم من جديد إلى طائفة البندكت. وفي 1753 عين في دير سان جورج-دي جين. وأدى موته بعد عشر سنين من ذلك إلى أسطورة ترويها حفيدته بيف لسانت بيف وكأنهما حقيقة، تلك هي أنه أصيب بالسكتة أثناء سيره في غابات شانتيللي، وأن طبيباً ظن أنه مات فقام بتشريحه ليقف على سبب الوفاة، وأن بريفوست كان لا يزال حياً، ولكن فحص الجثة هو الذي أودى بحياته. هذه القصة مرفوضة اليوم بصفة عامة.

## مانون لسكو
وكان بريڤو، حتى قبل أن يهجر حياة الدير، قد كتب قصة رومانسية «مذكرات ومغامرات رجل ذي حيثية»، نشرت الأجزاء الأربعة الأولى منها 1728 في باريس، وبعد عام قضاه في إنجلترا قصد إلى هولندة، وفي 1730 بدأ ينشر قصة ثانية «الفيلسوف الإنجليزي، أو تاريخ مستر كليفلند، الابن الطبيعي لكرومويل» وهي من أوائل القصص التاريخية، وكتبها في ثمانية مجلدات في السنوات التسع التالية. وفي 1731 نشر المجلدات الخامس والسادس والسابع من «المذكرات» سالفة الذكر ونشر المجلد السابع على حدة في باريس 1731 تحت اسم «مغامرات الفارس دي گرييو ودي مانون لسكو» (تأليف مسيود). وحظرت الحكومة الفرنسية تداوله، ومن ثم أقبل عليه الناس إقبالاً شديداً متزايداً. ويقال «إنه في باريس لقي رواجاً كبيراً، وتهافت الناس عليه كما يندفعون إلى النار»
وقصة مانون موضوعة في قالب قبيح غير مصقول من التظاهر والإدعاء، فثمة اثنتا عشرة بغياً في مركبة في طريقهن إلى ميناء الهافر لترحيلهن إلى أمريكا. والمركيز-الرجل ذو الحيثية المجهول، والمفروض أنه يدون المجلدات السبع من المذكرات، يأسر قلبه جمال إحدى الفتيات التي وصف وجهها فيما بعد «بأنه يمكن أن يعيد العالم إلى الوثنية». ويرى كذلك فارس دي جرييه البائس الوحيد الذوق يحدق النظر باكياً في خليلته السابقة، مانون، ويستبد به الحزن والأسى لأنه مفلس ولا يستطيع أن يتبعها إلى منفاها، وتتحرك مشاعر المركيز ويتأثر تأثراً مزدوجاً فيعطي دي جرييه أربعة جنيهات ذهباً؛ مكنت الفارس من مصاحبة مانون إلى لويزيلنا. ويراه المركيز في كاليه بعد ذلك بعامين، ويأخذه إلى داره. أما بقية المجلد الصغير فهي رواية دي جرييه لقصة حبه.
وكان شاباً نموذجياً كريم المحتد، مبرزاً في كل شيء في الكلية في اميان، وكان في عزم أبويه أن يلحقاه بطائفة الفرسان في مالطة. وفي غمرة آمالهم العريضة «جعلاني أضع الصليب». ولكن مانون مرت أمامي ودخلت حياتي، وتغير كل شيء. وكانت آنذاك في الخامسة عشرة وهو في السابعة عشرة، «ولم تكن قد تنبهت بعد إلى الفرق بين الجنسين». وعجل وهو هذا التطور المكبوت على الفرار. وتبلغه مانون أنها أرسلت إلى اميان ضد رغبتها لتندمج في سلك الراهبات، فيعرض عليها أن يخلصها من هذا، ويهربان إلى باريس، وبدا أن إعجابهما المتبادل كان عقداً وميثاقاً كافياً«، وتحللنا من مراسم الكنيسة، ووجدنا أننا أصبحنا رجلاً وزوجة، دون أن نفكر في هذا أو نتنبه له، ويكشف أخوه أمره ويقبض عليه ويعيده إلى والده الذي يخبره بأن مانون أصبحت بالفعل خليلة للسيد» ب«أحد رجال المصارف. ويرى دي جرييه أن يذهب ليقتل السيد» ب«فيحبس الوالد ابنه، ويأتي أحد الأصدقاء تيبرج، ويؤكد الزعم بأن مانون خليلة السيد» ب«ويحث دي جورييه على الانتظام في سلك الكهنوت، ويلتحق الشاب بمعهد سان سلبيس اللاهوتي، ويصبح راهباً.» وظننت أني تطهرت تماماً من دنس الحب، ويذهب بعد عامين لحضور امتحان عام ومناظرة في السوربون، فيفاجأ بمانون بين الحاضرين، وتشق عي طريقها إليه، وتعترف بخيانتها، ولكنها تقسم إنها لم تقترف الخطيئة مع السيد «ب» إلا لتوفر المال لدي جرييه. ويهربان من جديد.
ويتخذ الحبيبان مسكناً في ضاحية شبو، ويعيشان حياة باذخة على مبلغ الستين ألف فرنك الذي حصلت عليه مانون من السيد «ب». ويأمل دي جرييه بعد فصله من سلك الرهبنة وعودته إلى الفروسية، أن يحصل من أبيه على الصفح والمال أو أن يرث مال أبيه بعد موته. ويسطو عليهما أحد اللصوص فيسلبهما مالهما. ويجدان أنهما أصبحا معدمين بين عشية وضحاها. وأدركت آنذاك أن الإنسان قد يحب المال دون أن يكون بخيلاً.. لقد عرفت مانون.... ومهما كانت مخلصة وفية مغرمة بي في وقت الرخاء، فلا يمكن الاعتماد عليها في وقت الشدة. إنها اهتمت كثيراً بالمتعة والثروة لتضحي بهما من أجلي". وهو يحبها أكثر من حبه للشرف. ويسمح لاخوتها أن يعلموه الغش في لعب الورق فيكسب بعض المال، ولكنه يتعرض للسرقة مرة أخرى. وتهجره مانون إلى رجل فاجر عجوز ثري، وتركت له رسالة تقول فيها "إني أعمل لأجعل فارس غنياً سعيداً". وينضم إليها في مؤامرة لابتزاز المال من هذا الرجل العجوز، وينجحان ويختفيان ثم يقبض عليها، وتوضع هي في الملجأ العام باعتبارها بغياً، ويرسل هو إلى الدير. ولكنه يهرب منه بإطلاق النار على حارس البوابة: ويقترض نقوداً ويرشو القائمين على الأمر في الملجأ ليسهلوا لمانون سبيل الهرب، وتقطع على نفسها عهداً بحبه إلى الأبد.
ولما نفد رصيدهما من المال، أجازت لوريث غني أن يتخذها خليلة، ويقبض عليها ثانية، ويقنع والد جرييه السلطات الرسمية بترحيلهما ويحاول دي جرييه إنقاذهما في الطريق، فلما عجز عن ذلك أبحر معها إلى نيو أورليانز، وهناك تعلمت أن تحتمل مرارة الفقر، وأن تكون مخلصة كل الإخلاص لدي جرييه، ويعودان إلى ممارسة الشعائر الدينية، ولكن ابن حاكم المستعمرة يهيم بحبها. ولما كان مانون ودي جرييه قد أهملا أن يعقدا عقداً شرعياً بالزواج، فإن الحاكم مارس حقه في أن يزوجها من أي فرد في المستعمرة، ومن ثم أمرها أن تقبل ابنه زوجاً لها. وأردى دي جرييه لابن قتيلاً في مبارزة، ويهرب الحبيبان إلى الفيافي والقفار سيراً على الأقدام. وبعد مسيرة عدة أميال مرهقة، تسقط مغشياً عليها وتفارق الحياة، «وقضيت يومين وليلتين لا تفارق شفتاي وجه عزيزتي مانون ويديها». وحفر بيديه جدثاً لها ويواريها التراب، ويرقد على القبر ليقضي نحبه هو الآخر. ولكن صديقه الطيب تيبرج، الذي قدم في نفس الوقت من فرنسا، يعثر عليه، ويصحبه ثانية إلى كاليه، إلى المركيز ليروي حكايته.
وأصبحت «مانون ليسكو» معيناً لا ينضب لقصص حب مبللة بالدموع. فإن أية امرأة، ولو لم تكن «محطمة القلب» تذرف الدمع على موت مانون وحزن دي جرييه، مغتفرة لها حيلها المالية، وله جرائمه الخسيسة. وضرب بريفوست على نغمة جديدة حين نسب إلى بطلة وبطلته أخطاءً كثيرة إلى هذا الحد، وجعلها أخطاء حقيقية، حين كشف عن حب مانون الطاغي للذة والمتعة، وقدرة حبيبها على التطفل والغش والسرقة والقتل. وهي طراز عتيق للبطلة، وهو بالتأكيد مثال جديد للبطل. وربما بلغ الكتاب قدراً أكبر من القوة لو أن دي جرييه ترك ليموت على قبر مانون.

## روابط خارجية
- أنطوان فرانسوا بريفو على موقع IMDb (الإنجليزية)
- أنطوان فرانسوا بريفو على موقع الموسوعة البريطانية (الإنجليزية)
- أنطوان فرانسوا بريفو على موقع قاعدة بيانات برودواي على الإنترنت (الإنجليزية)
- أنطوان فرانسوا بريفو على موقع ديسكوغز (الإنجليزية)
- أنطوان فرانسوا بريفو على موقع قاعدة بيانات الفيلم (الإنجليزية)